# Zimny Stawek
Zimny Stawek (też: Zimny Staw, Stawek pod Gówniakiem) – naturalny, stały zbiornik wodny w szczytowych partiach Babiej Góry w Beskidzie Żywieckim. Leży w granicach ochrony ścisłej Babiogórskiego Parku Narodowego. Jest najwyżej położonym stawkiem w masywie babiogórskim.
Leży w strefie kosodrzewiny, w ścisłym sąsiedztwie głównego grzbietu masywu babiogórskiego, na odcinku między Gówniakiem a Kępą, na wysokości ok. 1560 m n.p.m. (różne źródła podają wysokości, od 1545 do 1573 m n.p.m.), w pobliżu wylotu dużego rowu rozpadlinowego zwanego Zimną Dolinką. Misa zbiornika znajduje się w odległości ok. 20 m od wylotu dolinki, przy jej północnym zboczu.
Staw jest zbiornikiem wodnym powstałym na dnie przygrzbietowego rowu rozpadlinowego, którego dno zostało z czasem uszczelnione drobnym rumoszem i ilastym materiałem mineralnym.
Stawek ma kształt wydłużony, o nieregularnej linii brzegowej, z dłuższą osią usytuowaną równolegle do osi Zimnej Dolinki. Według pomiarów z września 1981 r. jego długość wynosiła ok. 4,5 m, szerokość niespełna 2 m, a powierzchnia średnio ok. 5,5 m². Maksymalna głębokość (według tych samych pomiarów) wynosiła ok. 0,2 m. Brzegi w większości porośnięte roślinnością trawiastą, jedynie po stronie południowej w formie wysokiego na ok. 0,6 m, pozbawionego roślinności progu. Dno ciemne, nieco muliste, porośnięte niskim porostem wodnym, woda przezroczysta.
Stawek zasilany jest i odwadniany powierzchniowo przez drobny ciek wodny, należący do obszaru źródliskowego Żarnowskiego Potoku. Znajduje się w granicach wsi Zawoja, w województwie małopolskim, w powiecie suskim, w gminie Zawoja.